# Mangora taboquinha
Mangora taboquinha là một loài nhện trong họ Araneidae.
Loài này thuộc chi Mangora. Mangora taboquinha được Herbert Walter Levi miêu tả năm 2007.